# Edén Rock

Edén Rock est une localité balnéaire uruguayenne située dans le département de Maldonado. Elle fait partie de la municipalité de San Carlos.

## Localisation
Elle se situe au sud du département de Maldonado, sur les côtes de l'Océan Atlantique. Traversée par la route 10, elle est bordée au sud-ouest par la localité de San Vicente et au nord-est par celle de Santa Mónica.
On y trouve le Punta del Este Polo & Country Club, où sont organisés des tournois de polo en été et, depuis 2015, le Seven de Punta del Este (tournoi international de rugby à 7).

## Population
D'après le recensement de 2011, la localité compte 8 habitants. Mais ce chiffre augmente en été avec la saison touristique.
| Année | Population |
| ----- | ---------- |
| 1996  | 3          |
| 2004  | 10         |
| 2011  | 8          |

,

## Source
- (es) Cet article est partiellement ou en totalité issu de l’article de Wikipédia en espagnol intitulé « Edén Rock » (voir la liste des auteurs).